# A bárányok harapnak
A bárányok harapnak (Black Sheep) egy új-zélandi horrorkomédia. 
Ősbemutatója a 2006-os torontói filmfesztiválon volt. Hazájában 2007. március 29-én került a mozikba, míg Magyarországon 2008. január 17-től látható.
A forgatás 2006. március 6. és április 25. között zajlott. A film speciális effektusait a Weta Workshop készítette. A magyar cím utalás A bárányok hallgatnakra.

## Történet
Henry Oldfield, egy farmercsalád ifjabbik gyermeke hazatér bátyjához, Angushöz, aki vakmerő módon titkos genetikai módosító műtéteket végez a farmon. Két, Angus elvetemült állattenyésztő gyakorlatát megfékezni kívánó környezetvédelmi aktivista véletlenül szabadjára ereszt egy mutáns bárányt, megfertőzve ezzel az egész nyájat, emberi vérre szomjas ragadozókká változtatva mindegyik állatot.
Tucker mezőgazdasági munkással és a csinos békeaktivistával, Experience-szel egyetemben a gyapjasoktól irtózó Henry rettegett rémálmában találja magát. Mikor egy csoport nemzetközi befektető érkezik Angus szuperbárányának felfedésére, a tomboló horda felbukkan a dombok mögött. Az emberiség nagyobb veszéllyel néz szembe puszta bégető, gyapjas húsevők törtető csőcselékénél – egy fertőzött juh egyetlen harapása is elrettentő mutációt okoz az emberen, s így lesz belőle…vérbirka!

## Szereplők
| Szerep          | Színész             | Szinkronhang  |
| --------------- | ------------------- | ------------- |
| Oliver Oldfield | Matthew Chamberlain |               |
| Henry fiatalon  | Nick Fenton         | Horák Balázs  |
| Tucker fiatalon | Sam Clarke          | Dene Tamás    |
| Angus fiatalon  | Eli Kent            | Komáromi Márk |
| Henry Oldfield  | Nathan Meister      | Hevér Gábor   |
| Sofőr           | Nick Blake          | Beratin Gábor |
| Grant           | Oliver Driver       | Földi Tamás   |
| Experience      | Danielle Mason      | Solecki Janka |
| Angus Oldfield  | Peter Feeney        | Széles Tamás  |
| Macné           | Glenis Levestam     | Földi Teri    |
| Muldoon         | Richard Chapman     |               |
| Winston         | Louis Sutherland    |               |
| Tucker          | Tammy Davis         | Csőre Gábor   |
| Rush doktor     | Tandi Wright        | Ruttkay Laura |
| Brash           | Ian Harcourt        |               |
| Prebble         | James Ashcroft      |               |
| Mike            | Mick Rose           |               |